# Condado de Dickey
O Condado de Dickey é um dos 53 condados do Estado americano da Dakota do Norte. A sede do condado é Ellendale, e sua maior cidade é Ellendale. O condado possui uma área de 2 957 km² (dos quais 28 km² estão cobertos por água), uma população de 5 757 habitantes, e uma densidade populacional de 2 hab/km² (segundo o censo nacional de 2000). O condado foi fundado em 28 de agosto de 1882.